# 任清华
任清华（1975年3月—），女，土家族，湖南石门人，无党籍人士，1996年7月参加工作。中华人民共和国政治人物，安徽省人民政府副省長。

## 人物经历
任清华早年曾在北京大学法律学系经济法与国际法专业学习，毕业后获得法学学士学位，毕业后曾在深圳市尊容集团、中兴环境工程技术有限公司、北京市北控环保工程技术有限公司任职。
2012年3月23日，由商界转战政界，成为海南省海口市发展和改革委员会（市国民经济动员办公室）主任。2013年11月，升任海口市人民政府副市长。
2019年5月，升任海南省洋浦经济开发区管理委员会主任。2020年2月，转任海航集團公司联席首席执行官，并参与了该企业的破產重整。2022年7月，转任海南省工商联（总商会）主席。
2023年1月，任清华来到安徽省，并升任安徽省人民政府副省长，负责教育、科技等工作，成为当时最年轻的女性副省长。